# Сирота Гершом
Гершон-Іцхок Лейбович Сирота (1874, Подільська губернія — 1943, Варшава) — польський хазан (кантор в синагозі), виконавець оперних арій та єврейських народних пісень їдишем. Його називали «королем хазанів» та «єврейським Карузо». Центральна постать канторского співу. Активно займався концертною діяльністю. Перший хазан, виконання якого було записано на грамофонні платівки.

## Життєпис
Сирота розпочав свою кантарську кар'єру в Одесі, на той час йому було 21 рік. Потім пробув вісім років у Вільні, був кантором в Штачульській державній синагозі. Саме у Вільно він розпочав співпрацю з хормейстером Лео Лоу, який продовжувався протягом усієї його кар'єри. Він неодноразово виступав по всій Європі, а в 1902 році співав на прийомі на честь Теодора Герцля, засновника сіоністського руху.
У 1908 році Гершом Сирота обійняв посаду кантора у престижній синагозі на Тломацькій вулиці у Варшаві. Він продовжував свої концертні виступи по всій Європі, і навіть співав в Карнегі-Холі в Нью-Йорку. У той час як кантор у Тломацькій синагозі він почав записувати свою музику. Перші єврейські записи, зроблені у Відні, Берліні та Санкт-Петербурзі, поширилися по всьому єврейському світу. Оскільки технологія покращувалася, він постійно переписував пісні, щоб слухачі могли відстежувати поліпшення свого багатого тенора протягом багатьох років. Мав драматичний тенор, який можна було одразу виокремити серед інших.
Гершон Сирота був мастером імпровізації в Східній Європейській традиції.
Поки Сирота врешті-решт покинув синагогу через суперечки про його часті виступи, він продовжував жити у Варшаві. Тим не менш, він часто подорожував, і на його концертах були присутні як єврейська, так і християнська аудиторії і, за деякими даними, навіть Карузо.
Опинившись у Варшаві під час нацистського вторгнення до Польщі під час Другої світової війни, він провів свої останні роки життя у Варшавському гетто, де і помер у 1943 році. Пам'ятник на честь відомого кантора було встановлено на Геншенському кладовищі в 1961 році.